# Blacula
Blacula is een Amerikaanse blaxploitation-horrorfilm uit 1972 onder regie van William Crain met in de hoofdrollen William Marshall, Vonetta McGee, Denise Nicholas, Gordon Pinsent, Charles Macaulay en Thalmus Rasulala.

## Verhaal
Mamuwalde (William Marshall), een 18e-eeuwse Afrikaanse prins, wordt in 1780 door graaf Dracula in een vampier veranderd nadat de graaf Mamuwalde weigert te helpen om de slavenhandel te onderdrukken. Dracula vervloekt hem met de naam "Blacula" en sluit hem op in een doodskist in een crypte onder zijn kasteel in Transsylvanië. Luva (Vonetta McGee), de echtgenote van Mamuwalde, wordt in de crypte achtergelaten om te sterven.
In 1972 kopen twee Amerikaanse interieurarchitecten de kist en verschepen deze naar Los Angeles. Wanneer ze de kist openen worden ze Blacula's eerste slachtoffers. Terwijl Blacula Tina achternazit, een vrouw die als twee druppels water lijkt op zijn overleden echtgenote, onderzoekt Tina's zwager Dr. Thomas (Thalmus Rasulala) de reeks slachtpartijen in het kielzog van de vampier.

## Rolverdeling
| Acteur           | Personage                         |
| ---------------- | --------------------------------- |
| William Marshall | Mamuwalde / Blacula               |
| Denise Nicholas  | Michelle Williams                 |
| Vonetta McGee    | Tina Williams / Luva              |
| Gordon Pinsent   | Lieutenant Jack Peters            |
| Thalmus Rasulala | Dr. Gordon Thomas                 |
| Emily Yancy      | Nancy, The Nightclub Photographer |
| Lance Taylor Sr. | Swenson, The Funeral Director     |
| Logan Field      | Sergeant Barnes                   |
| Ted Harris       | Bobby McCoy                       |
| Rick Metzler     | Billy Schaffer                    |
| Ketty Lester     | Juanita Jones / Taxi Cabbie       |
| Charles Macaulay | Count Dracula                     |
| Ji-Tu Cumbuka    | "Skillet"                         |
| Elisha Cook, Jr. | Sam, The Morgue Attendant         |
| Eric Brotherson  | Real Estate Agent                 |

## Productie
Diverse leden van de cast en de filmploeg van Blacula waren bekend van televisie. Regisseur William Crain had afleveringen van The Mod Squad geregisseerd. William Marshall was eerder te zien geweest in afleveringen van The Man from U.N.C.L.E., The Nurses, Bonanza, Star Trek en Mannix. Thalmus Rasulala was bekend van rollen in afleveringen van The Twilight Zone, Perry Mason en Rawhide.
In tegenstelling tot de meeste horrorfilms, die voorzien zijn van spookachtige klassieke muziek, kreeg Blacula een funk-soundtrack.

## Release en ontvangst
Blacula kwam in de Verenigde Staten op 25 augustus 1972 in de bioscoopzalen. De film werd met gemengde recensies ontvangen, maar was wel een van de best scorende films van dat jaar. Het was de eerste film die bekroond werd met een Saturn Award in de categorie "beste horrorfilm".
De film behaalde een score van 46% (28 recensies) op Rotten Tomatoes, met een gemiddelde score van 5,3/10.

## Nasleep
Het succes van Blacula leidde tot een golf van blaxploitation-horrorfilms. American International Pictures bracht in 1973 een vervolg uit getiteld Scream Blacula Scream, met in de hoofdrollen William Marshall en Pam Grier. Ook een andere vervolgfilm Blackenstein stond op stapel, maar die film werd uiteindelijk door het redelijk obscure Exclusive International Pictures gemaakt.